# Днепровка (Оренбургская область)
Днепровка — село в Беляевском районе Оренбургской области России. Центр Днепровского сельсовета.

## История
- 1908 г. — oбразование села Верхне-Днепровка в пределах восточных кзылжарских территорий, основной часть жителей которого составляли украинцы, которые дали название селу. Село быстро oбустраивалось, росла численность населения, появились новые постройки, все больше становилось пахотных земель.
- 1930 г. — образование колхоза «Днепр».
- 1951 г. — укрупнение хозяйств. Из колхозов «Днепр», имени Калинина, «Труд», «8 Марта» был организован колхоз «Большевик» общей площадью земель 24438га. Лучшие целинники: Крюковский А. Г., Шаповал Г. П., Папировская А. Ф., Амент П. А., Онуфриенко С. Ф., Неофитов Н. М., Починский Я. С., Нагаец Н. П., Чичаев А. М.
- 1961 г. — диплом II степени на выставке достижений народного хозяйства СССР в Москве получил колхоз «Большевик». Эти достижения были достигнуты во многом благодаря самоотверженному труду крестьян нашего колхоза под руководством председателя Ермоленок И. Е.
- 1969 г. — III Всесоюзный съезд колхозников. За высокие показатели в труде делегатом был лучший оператор машинного доения Войтаник Анна Егоровна.
- 1970—1980 гг. — период наивысшого рост производства и пика развития хозяйства. Председателем стал Ихнев В. И.
- 1980—1998 гг. — руководителем колхоза «Большевик» был Власенко В. И. За годы его правления достигнуты большие результаты в строительстве жилья и учреждений социальной сферы. Проведена газификация села и асфальтирование дорог. Колхоз находился на передовых позициях.

## Население
| 2010 |
| ---- |
| 875  |